# Lissy (Vorname)
Lissy (auch Lissi, Lizzy, Lizzi und Lizzie) sind Varianten des weiblichen Vornamens Liese und Liesel und Kurzformen der Vornamen Elisabeth, Larissa und Melissa. 

## Namensträgerinnen
(alphabetisch nach Nachnamen)
- Lissie (bürgerlich Elisabeth Maurus; * 1982), US-amerikanische Folk-Rock-Sängerin und Songschreiberin
- Lizzy Ansingh (1875–1959), niederländische Malerin, Zeichnerin und Lithografin
- Lizzie Armanto, (* 1993), finnisch-amerikanische professionelle Skateboarderin
- Lissy Arna (auch Lissi Arna, eigentlich Liesbeth Arndt; 1900–1964), deutsche Schauspielerin
- Lizzie Arnot (* 1996), schottische Fußballnationalspielerin
- Lizzy Aumeier (1964–2024), deutsche Kontrabassistin und Musik-Kabarettistin
- Lizzie Borden (1860–1927), US-Amerikanerin, die des Mordes an ihrem Vater und ihrer Stiefmutter verdächtigt wurde
- Lizzie Brocheré (* 1985), französische Schauspielerin
- Lizzy Caplan (* 1982), US-amerikanische Schauspielerin
- Lizzie Deignan (* 1988), britische Radrennfahrerin
- Lizzie Doron (* 1953), israelische Schriftstellerin
- Lizzie Fletcher (* 1975), US-amerikanische Politikerin (Demokratischen Partei)
- Lissy Funk (1909–2005), deutsche Textilkünstlerin (Stickerin)
- Lissy Gröner (1954–2019), deutsche Politikerin
- Lizzi Holzschuh (1908–1979), österreichische Filmschauspielerin
- Lizzie Hosaeus (1910–1998), deutsche Malerin, Grafikerin, Illustratorin und Keramikerin
- Lissy Ishag (* 1979), deutsche Fernsehmoderatorin, Redakteurin und Sprecherin
- Lissy Lind (auch Lissi Lind oder Lizzy Lind, gebürtig Lissy Krüger; 1884–1936), deutsche Schauspielerin
- Lizzy Lind-af-Hageby (1878–1963), schwedisch-britische Autorin, Rednerin und Aktivistin für den Tierschutz
- Lizzy Mayrl (* 1962), österreichische bildende Künstlerin
- Lizzy Mercier Descloux (1956–2004), französische Singer-Songwriterin, Musikerin, Schauspielerin, Schriftstellerin und Malerin
- Lizzie Miles (auch Lizzy Miles, eigentlich Elizabeth Mary Landreaux; 1895–1963), US-amerikanische Sängerin
- Lissi Nebuschka (1888–1966), deutsche Schauspielerin und Sängerin bei Bühne und Stummfilm
- Lissy Pernthaler (* 1983), italienische Schauspielerin, Autorin, und Performancekünstlerin
- Lizzy Scharnofske (* 1981), deutsche Jazzmusikerin
- Lissy Schmidt (1959–1994), deutsche Journalistin
- Lissy Tempelhof (1929–2017), deutsche Schauspielerin
- Lizzy van der Helm (* 1989 oder 1990), niederländische Fußballschiedsrichterin
- Lizzie Velásquez (* 1989), US-amerikanische Sachbuchautorin, Aktivistin und Motivationsrednerin
- Lizzi Waldmüller (1904–1945), österreichische Filmschauspielerin und Sängerin
- Lissy Winterhoff (* 1953), deutsche Künstlerin und Theaterwissenschaftlerin